# 利內斯喬
利內斯喬是瑞士的城鎮，位於該國南部，由提契諾州負責管轄，面積6.61平方公里，海拔高度668米，七成半人口信奉羅馬天主教，2011年人口49，人口密度每平方公里7人。